# Laurent Lemoine
Laurent Lemoine (La Louvière, 24 april 1998) is een Belgisch-Braziliaans profvoetballer die sinds 2024 onder contract ligt bij SV Zulte Waregem. Lemoine genoot zijn jeugdopleiding bij Club Brugge en werd in het seizoen 2017/18 door de Bruggelingen uitgeleend aan tweedeklasser KSV Roeselare.

## Clubstatistieken
| Seizoen | Club             | Land            | Competitie      | Competitie | Competitie | Beker | Beker | Totaal | Totaal |
| Seizoen | Club             | Land            | Competitie      | Wed.       | Dlp.       | Wed.  | Dlp.  | Wed.   | Dlp.   |
| ------- | ---------------- | --------------- | --------------- | ---------- | ---------- | ----- | ----- | ------ | ------ |
| 2016/17 | Club Brugge      | Vlag van België | Eerste klasse A | —          | —          | —     | —     | —      | —      |
| 2017/18 | → KSV Roeselare  | Vlag van België | Proximus League | 15         | 0          | 2     | 0     | 17     | 0      |
| 2018/19 | KV Mechelen      | Vlag van België | Proximus League | 11         | 0          | 4     | 0     | 15     | 0      |
| 2019/20 | KV Mechelen      | Vlag van België | Eerste klasse A | —          | —          | —     | —     | —      | —      |
| 2020/21 | Lommel SK        | Vlag van België | Eerste klasse B | 26         | 1          | 1     | 0     | 27     | 1      |
| 2021/22 | Lommel SK        | Vlag van België | Eerste klasse B | 17         | 0          | 2     | 0     | 19     | 0      |
| 2022/23 | Lommel SK        | Vlag van België | Eerste klasse B | 18         | 1          | 1     | 0     | 19     | 1      |
| 2023/24 | KMSK Deinze      | Vlag van België | Eerste klasse B | 13         | 2          | —     | —     | 13     | 2      |
| 2024/25 | KMSK Deinze      | Vlag van België | Eerste klasse B | 1          | 0          | —     | —     | 1      | 0      |
| 2024/25 | SV Zulte Waregem | Vlag van België | Eerste klasse B | 9          | 0          | 2     | 0     | 11     | 0      |
| TOTAAL  | TOTAAL           | TOTAAL          | TOTAAL          | 110        | 4          | 12    | 0     | 122    | 4      |

Bijgewerkt tot 28 december 2024.

## Interlandcarrière
Lemoine nam in 2015 met België –17 deel aan het WK onder 17 in Chili. In de eerste groepswedstrijd tegen Mali (0-0) viel hij in de 83e minuut in voor Rubin Seigers, om vervolgens 90 minuten te spelen in de groepswedstrijden tegen Honduras (2-1-winst) en Ecuador (2-0-verlies). In de achtste finale tegen Zuid-Korea (0-2-winst) kreeg hij na 71 minuten, waardoor hij de kwartfinale tegen Costa Rica miste. In de halve finale tegen Mali (3-1-verlies) en de finale om de derde plaats tegen Mexico (3-2-winst) speelde hij opnieuw 90 minuten.

## Palmares
| Competitie               | Aantal      | Jaren       |             |             |
| KV Mechelen              | KV Mechelen | KV Mechelen | KV Mechelen | KV Mechelen |
| ------------------------ | ----------- | ----------- | ----------- | ----------- |
| Nationaal                |             |             |             |             |
| Kampioen Eerste Klasse B | 1x          | 2018/2019   |             |             |
| Beker van België         | 1x          | 2019        |             |             |

1 Bostyn ·
3 Tanghe ·
4 Lemoine ·
7 Challouk ·
8 Rommens ·
9 Vossen  ·
10 Ablo Traoré ·
11 Gavriel ·
14 Barkarson ·
17 Diop ·
18 Tambedou ·
19 Nyssen ·
20 Hedl ·
21 Nnadi ·
22 Opoku ·
23 Van der Gouw ·
24 Erenbjerg ·
27 Diabaté ·
31 Willen ·
42 Dobbels ·
47 Labie ·
50 Van Damme ·
55 Cappelle ·
59 Demuynck ·
64 Sergeant ·
Coach: Vandenbroeck